# Liste der Nummer-eins-Hits in Portugal (2001)
Diese Liste enthält alle Nummer-eins-Hits in Portugal im Jahr 2001. Es gab in diesem Jahr zwölf Nummer-eins-Singles (ab dem 16. Juni).
| Singles |
| --- |
| - The Gift – Water Skin - 3 Wochen (16. Juni – 1. Juli) - Air – Radio No 1 - 2 Wochen (2. Juli – 15. Juli) - U2 – Elevation - 3 Wochen (16. Juli – 5. August) - Zero 7 feat. Sia Furler – Distractions - 2 Wochen (6. August – 19. August) - Björk – Hidden Place - 1 Woche (20. August – 27. August) - Cousteau – The Last Good Day of the Year - 4 Wochen (28. August – 30. September) - New Order – Crystal - 1 Woche (1. Oktober – 7. Oktober) - The Gift – Question of Love - 3 Wochen (8. Oktober – 28. Oktober) - Lamb – Gabriel - 1 Woche (29. Oktober – 4. November, insgesamt 2 Wochen; → 2002) - Kylie Minogue – Can’t Get You Out of My Head - 1 Woche (5. November – 9. November, insgesamt 9 Wochen; → 2002) - Enrique Iglesias – Hero - 1 Woche (10. November – 14. November) - Nelly Furtado – Turn Off the Light - 1 Woche (15. November – 20. November) - Dandy Warhols – Bohemian Like You - 1 Woche (21. November – 27. November) - Kylie Minogue – Can’t Get You Out of My Head - 6 Wochen (28. November 2001 – 9. Januar 2002, insgesamt 9 Wochen) |